# Людовик I (граф Невера)
Людовик I де Дампьер (фр. Louis de Dampierre; ум. 24 июля 1322, Париж), граф Невера с 1280, граф Ретеля (по праву жены) с 1290, сын Роберта III Бетюнского, графа Фландрии, и Иоланды II Бургундской, графини Невера.

## Биография
Точный год рождения Людовика неизвестен, родился он между 1272 и 1279 годом. После смерти матери в 1280 г. он унаследовал графство Невер, однако до наступления совершеннолетия регентом в нём был его отец, Роберт Бетюнский. В декабре 1290 г. благодаря браку с Жанной Ретельской Людовик стал по праву жены ещё и графом Ретеля.
В конце XIII — начале XIV века между графом Фландрии и королём Франции шла война. Целью короля Филиппа IV было присоединить богатое графство Фландрия к королевскому домену. В 1305 г. война закончилась подписанием Атисского мира, условия которого оказались очень унизительными и тяжелыми для Фландрии, однако она сохраняла формальную самостоятельность. Однако король Филипп стремился окончательно подчинить Фландрию. 
В 1310 г. Филипп IV для переговоров по Фландрии направил своего канцлера, Ангеррана де Мариньи. В 1311 г. Ангерран предложил Людовику Неверскому отказаться от прав на Фландрию в пользу короля. Взамен Людовику было предложено три варианта: получить обширные пэрские владения в бальяжах Буржа и Санса, находившихся рядом с Неверским и Ретельским графствами; назначить наследницей Фландрии свою дочь Жанну и выдать её за французского принца Филиппа д'Эврё, племянника короля; женить своего сына Людовика на сестре Филиппа д'Эврё, передав ему Фландрию. Все эти предложения Людовик отверг. Также Людовик участвовал и в переговорах Роберта Бетюнского и Ангеррана в Турне в сентябре 1311 г., однако они никакого результата не дали. Во многом это было связано с позицией Людовика, обвинившего Мариньи в том, что он действовал в интересах графа Эно. В декабре того же года Людовик был вызван в Париж и заключён под стражу, но 6 января 1312 г. он смог бежать. В его отсутствие в начале февраля состоялся суд, который объявил Людовика изменником и объявил о конфискации его владений - Невера и Ретеля. Его отец был вынужден подписать 11 июля 1312 г. Понтуазское соглашение, в соответствии с которым земли Валлонской Фландрии (шателенства Лилль, Дуэ и Бетюн) переходили в руки французского короля, в обмен на отказ Филиппа Красивого от получения 10 000 парижских ливров ренты - суммы, которую Роберт Бетюнский должен был выплатить по условиям Атисского мира.
После заключения отцом нового договора с Францией Людовик не успокоился. Он направился в имперскую Фландрию, где пытался разжечь восстание против короля Филиппа, а также отказывался признать передачу земель Валлонской Фландрии. Только при подписании договоре в Маркетте (около Лилля) в сентябре 1314 г. Людовик ратифицировал Понтуазское соглашение 1312 г. Людовику при этом возвращались конфискованные Невер и Ретель. В свою очередь Людовик обещал выдать свою дочь Жанну за Филиппа д'Эврё, а своего наследника Людовика женить на одной из сестёр Филиппа. Сам наследник должен был жить при французском дворе, находясь под опекой Людовика д'Эврё, брата короля, своего будущего тестя.
Но многое изменила смерть короля Филиппа IV в ноябре 1314 г., а также смуты во Франции, начавшиеся после того, как королём стал Филипп V. Роберт, отец Людовика, попытался воспользоваться затруднениями французской короны, однако начавшаяся война результата не дала, поскольку фландрские города отказались поддержать графа. Более того, в 1319 г. Людовик Неверский вместе с братом Робертом выступили против отца на стороне городов. Для того, чтобы избежать гражданской войны, Роберт был вынужден заключить мир с Францией, который был подписан 5 мая 1320 г. По заключённому договору Роберт объявлял своим наследником не Людовика Неверского, а жившего при французском дворе сына Людовика, который женился на дочери Филиппа V.
Но в итоге Людовик умер раньше отца — 24 июля 1322 г. в Париже. Его владения унаследовал единственный сын Людовик, который после смерти Роберта Бетюнского 17 сентября того же года, стал ещё и графом Фландрии.

## Брак и дети
Жена: с декабря 1290 Жанна Ретельская (ум. ок. 1328), графиня Ретеля, дочь Гуго IV, графа Ретеля, и Изабеллы де Грандпре. Дети:
- Жанна (ок. 1295 — сентябрь 1374); муж: Жан (IV) (1293 — 26 сентября 1345), граф де Монфор-л'Амори, герцог Бретани с 1341
- Людовик I Неверский (ок. 1304 — 25 августа 1346) — граф Фландрии с 1322, граф Невера (Людовик II) с 1322, граф Ретеля с 1328